# Beszélő
A Beszélő „liberális” politikai és kulturális folyóirat volt, mely 1981 októberétől 2012 decemberéig jelent meg, a 80-as években végig szamizdatként, azaz illegális publikációként, mint a Kádár-korszak első és legtekintélyesebb cenzúrázatlan folyóirata. Első száma az ötvenhatos forradalom 25. évfordulójára készült.

## Története
Nem ez volt az első szamizdat, hiszen már 1976-tól jelentek meg ilyen jellegű kiadványok. A Beszélő újdonsága egyrészt abban állt, hogy szerkesztői névvel-címmel vállalták a cenzúramentes újságírást és lapkiadást, másrészt hogy a lap rendszeresen (nagyjából negyedévenként) és viszonylag nagy példányszámban sokszorosítva jelent meg, terjesztéséről pedig hálózat gondoskodott. A sokszorosítás stencilgéppel történt. A Beszélővel szinkronban indult egy másik szamizdat is, a Kisúgó, de egyetlen szám után abbamaradt.

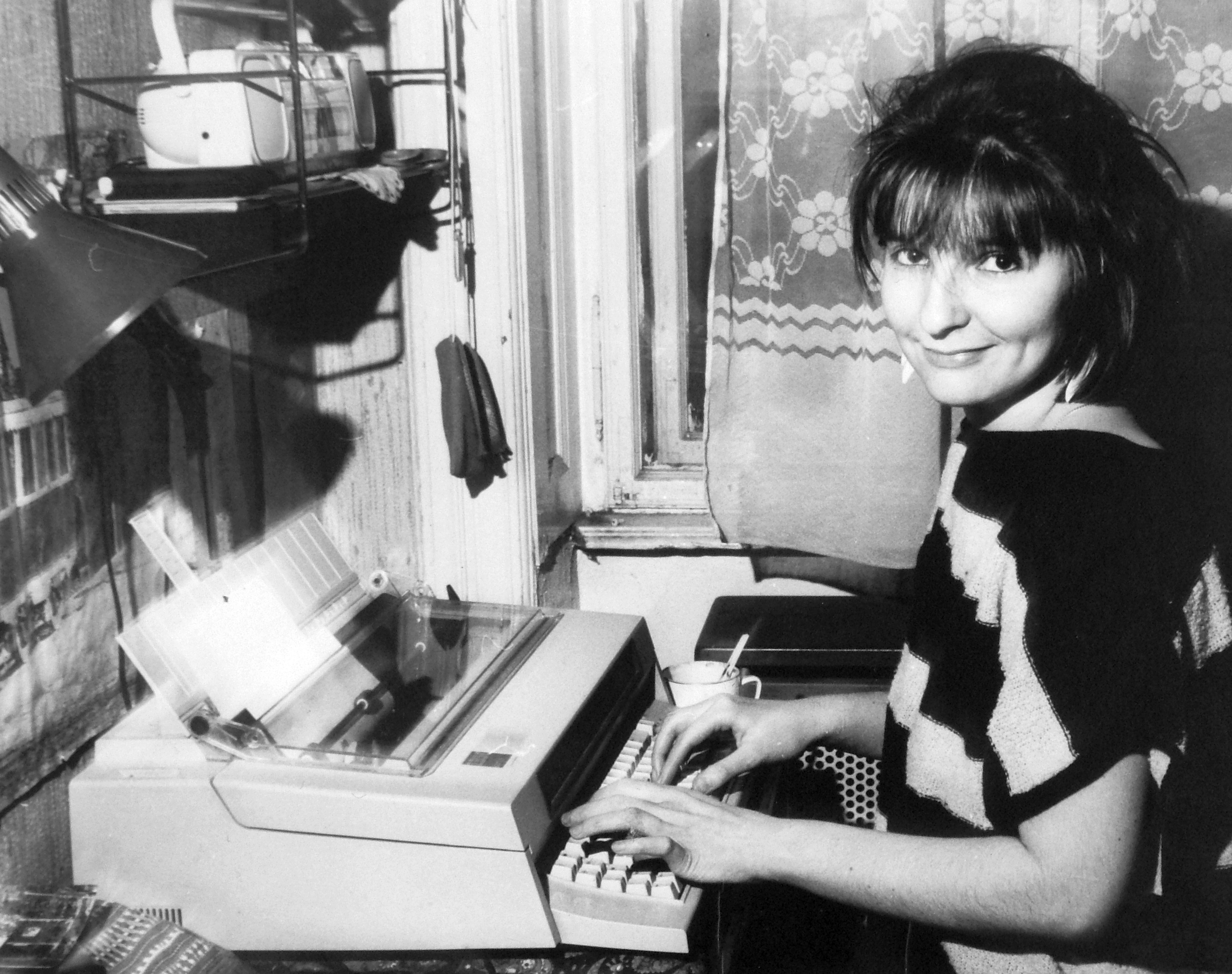
Vágner Anna, az illegális Beszélő folyóirat gépírónője

A lapnak főszerkesztője nem volt, a szerkesztők hetente találkoztak, hogy megvitassák a beérkezett írásokat. A politikai elemzéseket többnyire Kis János írta, de a lap irányvonalát a szerkesztők közösen határozták meg.
Az újságot 1981–86 között egy dunabogdányi parasztházban nyomtatta Orosz István, az elosztóközpont Miklóssy Endre budapesti lakásán működött. 1986-tól a rendszerváltásig a lap az AB Független Kiadó gondozásában jelent meg, sokszorosítója és terjesztője Demszky Gábor és köre volt. A Beszélő körül csoportosuló értelmiségiek – köztük Kis János, Kőszeg Ferenc, Petri György, Nagy Bálint, Haraszti Miklós, Eörsi János, Magyar Bálint, Solt Ottilia, Havas Gábor és Iványi Gábor (tőle származik a cím: „Beszélő”) – fontos szerepet játszottak a rendszerváltásban.

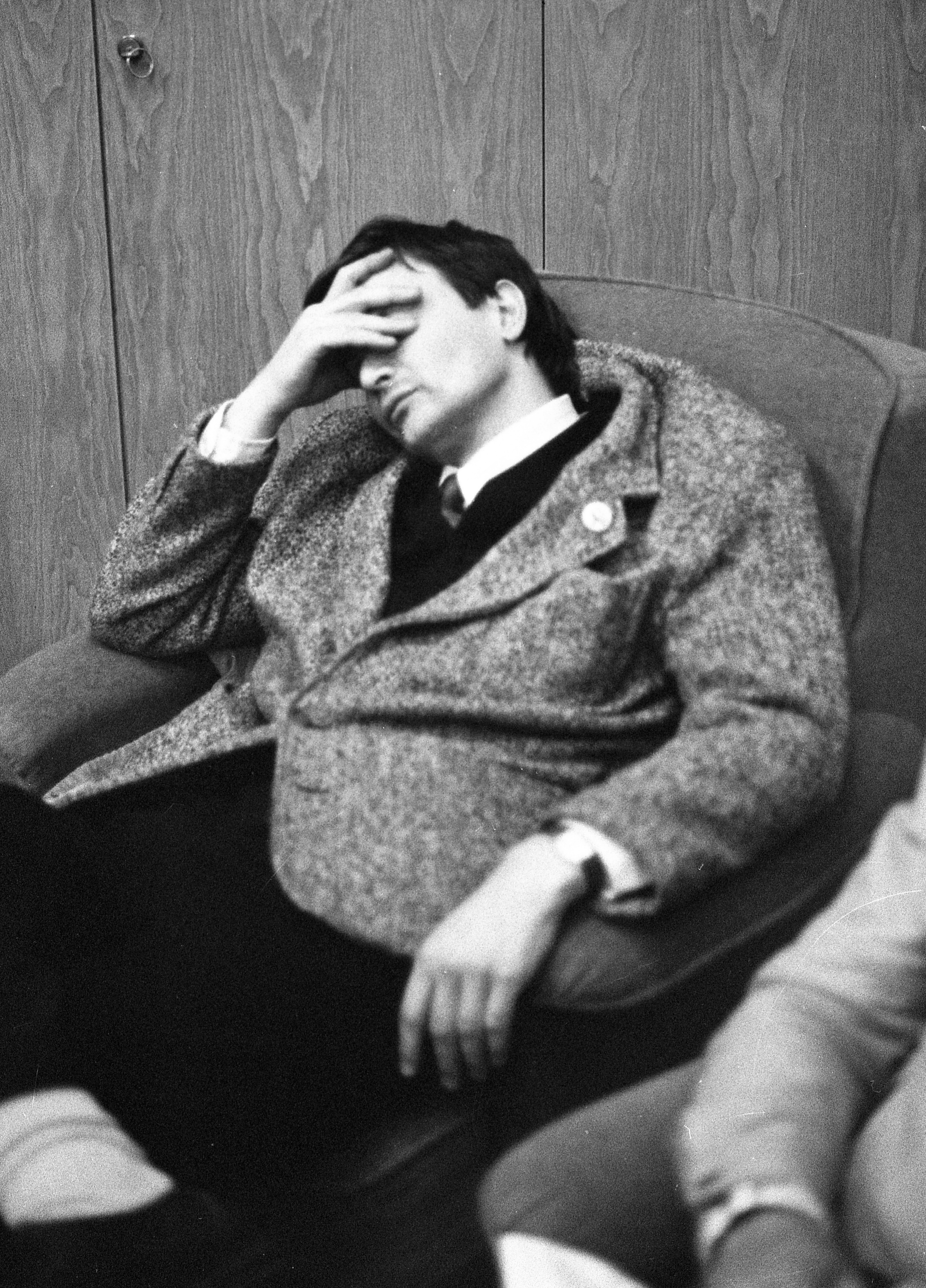
Demszky Gábor

A pártállami rendszer sajtójában számos tabutéma volt, mindenekelőtt az 56-os forradalom, a határon túli magyarok ügye, a vallási és etnikai kisebbségek helyzete, valamint a – hivatalosan nem létezőnek tekintett – szegénység kérdése. A szerkesztők ezért úgy döntöttek, hogy e témákról minden számban közölnek írást.
A szerkesztőket a belügy folyamatosan lehallgatta és figyeltette, gyakoriak voltak a követések, zaklatások, házkutatások. Még ’86-ban is előfordult, hogy a lap terjesztéséért többeket súlyosan meghurcoltak. A szerkesztők ellen többször indult eljárás, de csak sajtórendészeti vétséggel vagy szabálysértéssel tudták megvádolni őket, bírságokat fizettettek velük és ismételten kihallgatták őket, miközben a rájuk állított állambiztonságiak leplezték valódi kilétüket. „Szövényi György, aki engem többször kihallgatott – mostanában a televízióban szokott szerepelni mint terrorelhárítási szakértő – többször is elmondta: »Minket nem érdekel, mit írnak, csak az, hogy van-e rá engedélyük.« Persze, amikor 1983 márciusában először tartottak házkutatást a lakásomban, és először vittek be a Tolnai Lajos utcába kihallgatásra, biztos voltam benne, hogy a leghamarabb két év múlva szabadulok. Én voltam a legjobban meglepve, amikor reggel ötkor kiengedtek. De ebből megértettem, hogy el akarják kerülni a látványos politikai pereket, és nem akarják börtönbüntetésekkel lerombolni a »gulyásszocializmushoz« kapcsolódó nyugati illúziókat” – nyilatkozta Kőszeg Ferenc.
1987-ben a híres Társadalmi szerződés programját tartalmazó 20. különszámot, mely eleve 2000 példányban jelent meg, újra kellett nyomni, akkora volt iránta az érdeklődés.

## Álnevek
Az írott hozzászólások egy része álnéven jelent meg, annyira konspiratív jelleggel, hogy sokszor még a szerkesztők sem tudták, melyik kit fed. Néhány az álnevek közül: Ada Pál (=Pető Iván), Csonka Dénes (Bauer Tamás), Fényes Elek (Rainer M. János), Kovács Eszter (Szalai Erzsébet), Magyar László (Lengyel László), Rikárdó Dávid (Bokros Lajos).

## A rendszerváltás után
A rendszerváltástól kezdve legálisan kiadott lap a 90-es évek első felében hetilapként, később havi-kéthavi folyóiratként jelent meg. Első „legális” főszerkesztője Kőszeg Ferenc volt, majd 1995–2003 között Kiss Ilona, utána Mink András, végül Neményi László.
2012 végén a nyomtatott kiadás megszűnt, ám a szerkesztőség együtt maradt és 2016 végéig még jelentek meg írások a lap weboldalán, de azóta már ez sem frissül.

### Külső hivatkozások
- https://www.facebook.com/BESZÉLŐ-Politikai-és-Kulturális-Folyóirat-58427074814/
- A Beszélő az interneten
- Az 1997-2001 közötti számok teljes archívuma
- Beszélő ebook-olvasókra - az aktuális szám is elérhető
- 30 éves a rendszerváltás-sorozat, interjú Magyar Bálinttal